# Lutjanus viridis
Lutjanus viridis is een straalvinnige vis uit de familie van snappers (Lutjanidae) en behoort derhalve tot de orde van baarsachtigen (Perciformes). De vis kan een lengte bereiken van 30 centimeter.

## Leefomgeving
Lutjanus viridis is een zoutwatervis. De vis prefereert een tropisch klimaat en leeft hoofdzakelijk in de Grote Oceaan. De diepteverspreiding is 3 tot 30 meter onder het wateroppervlak.

## Relatie tot de mens
Lutjanus viridis In de hengelsport wordt er weinig op de vis gejaagd.